# حمام بخار

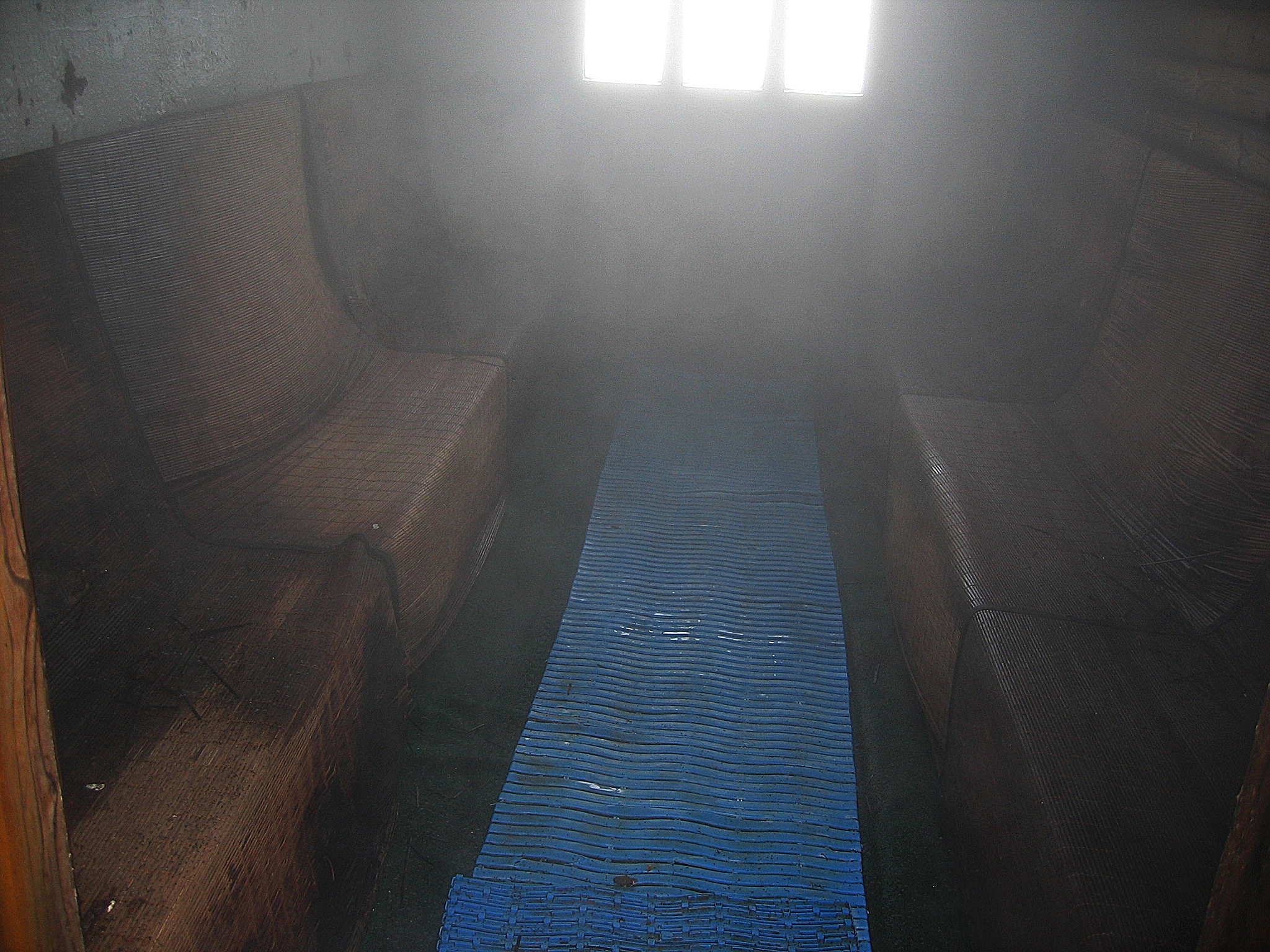
یک گرمابه بخار در ایسلند

حمام بخار یا گرمابه بخار یک اتاق پر از بخار به منظور آرامش و استحمام است. این نوع گرمابه‌ها سابقه طولانی دارند و به دوران یونان و روم باستان برمیگردند.

## پیشینه
منشأ حمام بخار از حمام رومی است که از زمان اوج امپراتوری روم آغاز شد. حمام رومیان باستان در جامعه روم به بسیاری از کارکردهای اجتماعی و فرهنگی را نیز بر عهده داشت. بسیاری از شهروندان در رم، صرف نظر از وضعیت اقتصادی، از حمام‌های عمومی روم استفاده می‌کردند. آب این حمام‌ها از طریق چشمه‌های آب گرم طبیعی از زیر زمین تأمین می‌شود.

## گرمابه‌های بخار امروزی
امروزه گرمابه‌های بخار سنتی همچنان وجود دارند و اغلب هنوز هم از سامانه‌های مشابهی استفاده می‌کنند که رومی‌ها نیز از آن‌ها استفاده می‌کردند، که شامل لوله‌ها و پمپ‌هایی است که آب را از چشمه‌های طبیعی بزرگ به استخر و اتاق بخار منتقل می‌کنند. هم‌اکنون از بخاری‌ها برای حفظ دمای گرم در گرمابه استفاده می‌شود.
گرمابه بخار انواع گوناگونی دارد که با سونا متفاوت است. (هر دو گرم هستند اما بخار سونا با انداختن آب روی اجاق گاز ایجاد می‌شود)
حمام ترکی، اتاق بخار و دوش بخار از انواع گرمابه بخار بشمار می‌آیند.